# Szlakiem Walk Majora Hubala
Le Szlakiem Walk Majora Hubala (littéralement « Marche sur la route du Major Hubal ») est une course cycliste polonaise. Elle est disputée dans les voïvodies de Sainte-Croix et de Mazovie, avec une arrivée à Końskie. Créée en 2000, elle est disputée sous forme d'une course d'un jour jusqu'en 2006. En 2005, elle fait partie de l'UCI Europe Tour en catégorie 1.2. En 2007, elle devient une course à étapes et est classée en catégorie 2.2. Elle n'a plus lieu entre 2011 et 2015. Elle réapparaît en 2016 et est réintroduite à l'UCI Europe Tour en 2017 en catégorie 2.1. Annulée en 2020, la course n'a pas été réorganisée depuis.
La course rend hommage au major Henryk Dobrzański (surnommé "Hubala").

## Palmarès
| Année                 | Vainqueur         | Deuxième              | Troisième             |
| --------------------- | ----------------- | --------------------- | --------------------- |
| 2000                  | Cezary Zamana     |                       |                       |
| 2001                  | Tomasz Kłoczko    |                       |                       |
| 2002                  | Radosław Romanik  | Raimondas Vilčinskas  | Sławomir Chrzanowski  |
| 2003                  | Marcin Gębka      | Piotr Zaradny         | Andris Naudužs        |
| 2004                  | Kazimierz Stafiej | Grzegorz Żołędziowski | Wojciech Pawlak       |
| 2005                  | Tomasz Kiendyś    | Dawid Krupa           | Michal Krupik         |
| 2006                  | Tomasz Lisowicz   | Radosław Romanik      | Sergey Firsanov       |
| 2007                  | Tomasz Kiendyś    | Mateusz Komar         | Marcin Sapa           |
| 2008                  | Tomasz Kiendyś    | Wojciech Pawlak       | Wojciech Halejak      |
| 2009 Non-disputé      |                   |                       |                       |
| 2010                  | Tomasz Kiendyś    | Dariusz Batek         | Artur Przydział       |
| 2011-2015 Non-disputé |                   |                       |                       |
| 2016                  | Eryk Latoń        | Bartłomiej Matysiak   | Alan Banaszek         |
| 2017                  | Maciej Paterski   | Kamil Zieliński       | Karol Domagalski      |
| 2018                  | Mateusz Taciak    | Filip Maciejuk        | Kamil Gradek          |
| 2019                  | Maciej Paterski   | Grzegorz Stępniak     | Stanisław Aniołkowski |